# Jhikargachha
Jhikargachha è un sottodistretto (upazila) del Bangladesh situato nel distretto di Jessore, divisione di Khulna. Si estende su una superficie di 307,96 km² e conta una popolazione di  298.908 abitanti (dato censimento 1991).